# Bartholomäuskirche (Teplice)

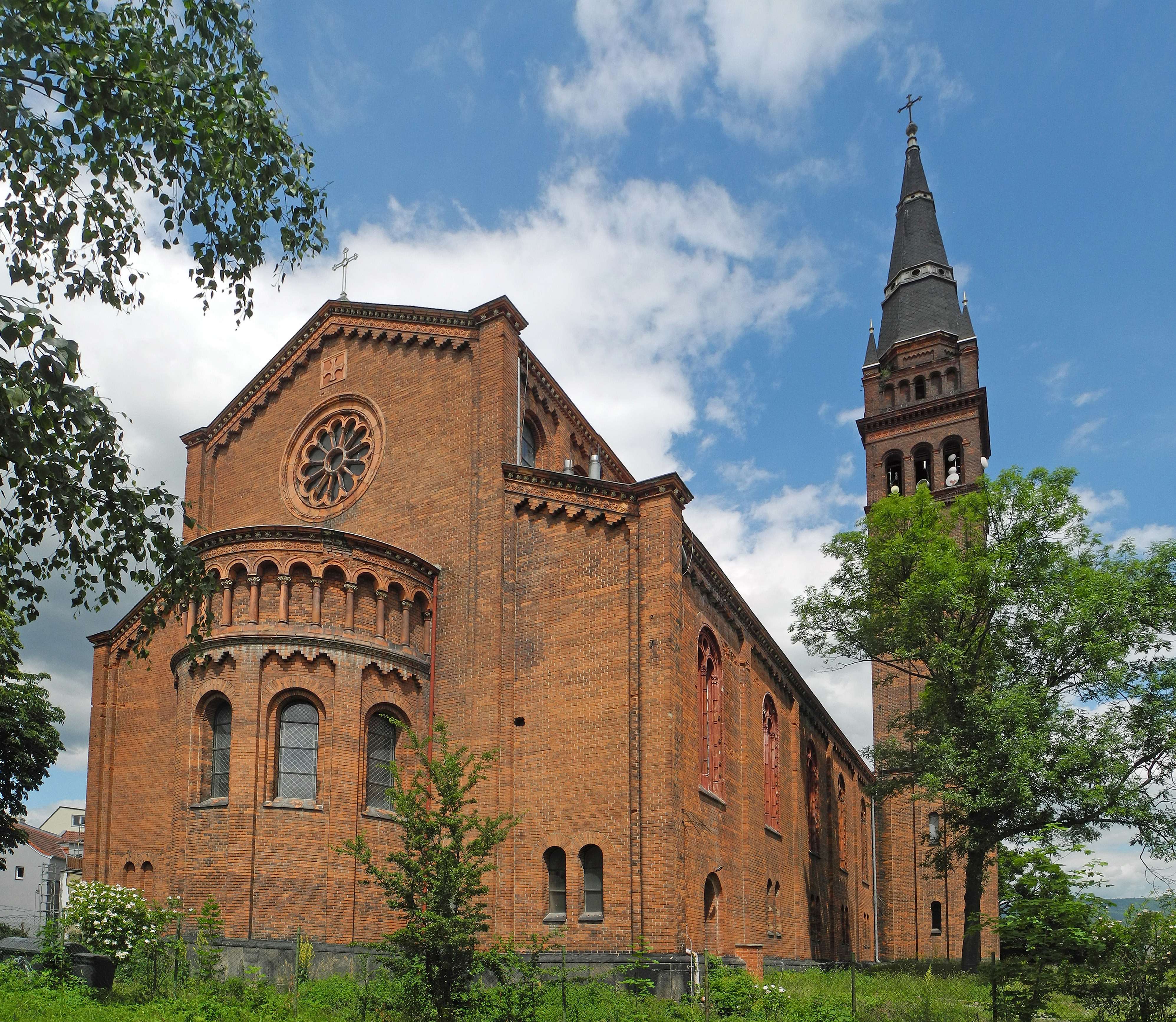
Bartholomäus-Kirche in Teplitz

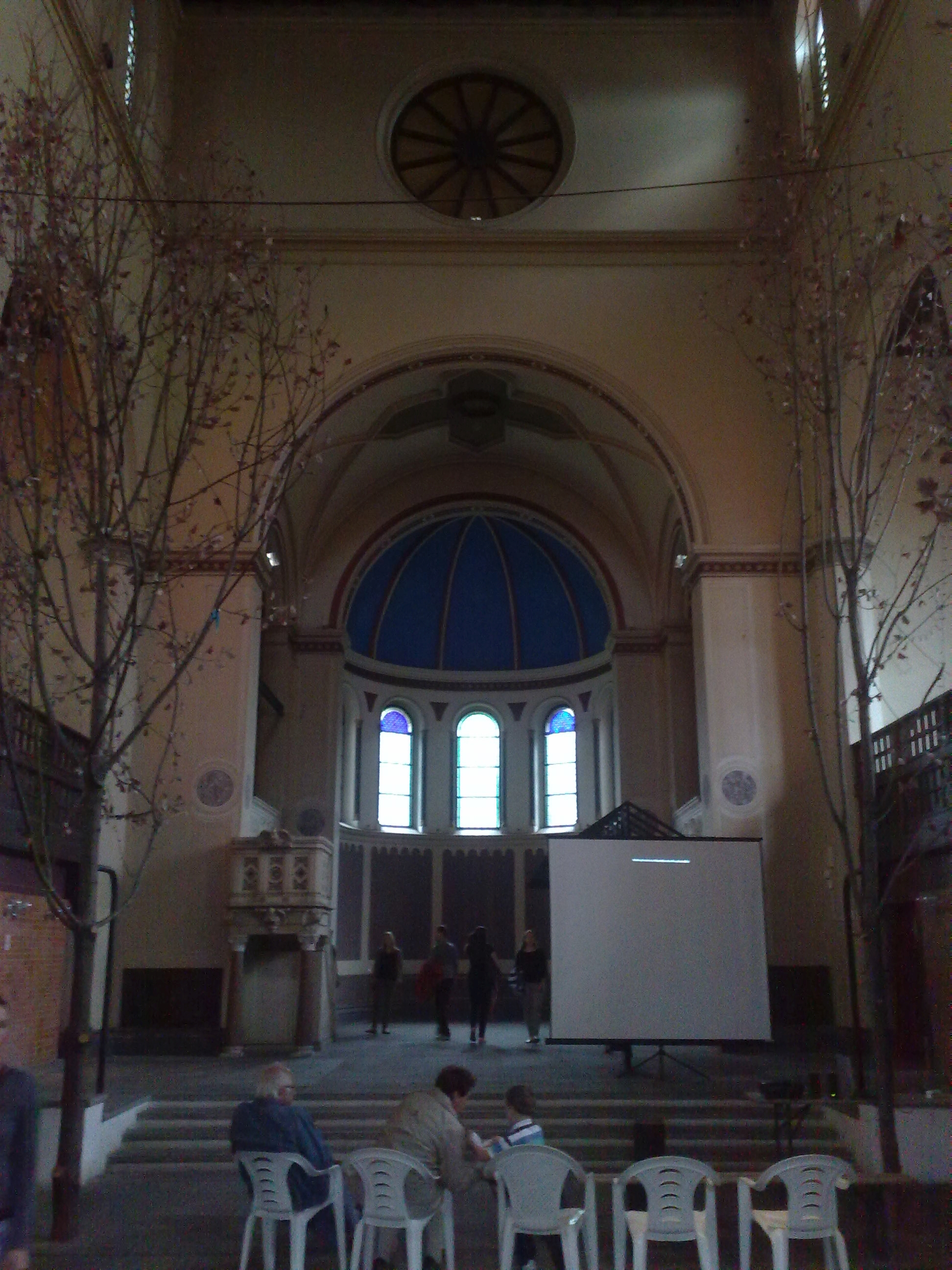
Innenraum der Bartholomäus-Kirche

Die Bartholomäuskirche (tschechisch Kostel svatého Bartoloměje) ist die ehemalige evangelische Kirche von Teplitz in der nordböhmischen Aussiger Region in Tschechien.

## Geschichte
Der Bau der lutherischen Bartholomäuskirche in Teplitz geht auf eine Initiative des preußischen Königs Friedrich Wilhelm IV. zurück. Nach dem Entwurf des Berliner Architekten Friedrich August Stüler entstand in den Jahren 1861 bis 1864 der exponiert auf einem Hügel über der Stadt gelegene Kirchenbau. 1882 wurde durch Reinhold Persius der Turm hinzugefügt. Von 1945 bis 1965 im Besitz der Tschechoslowakischen Hussitischen Kirche, wurde die profanierte Kirche 1990 seitens der Stadt Teplitz verkauft und dient seither für kulturelle Veranstaltungen.

## Architektur
Die Teplitzer Bartholomäuskirche entstand in den Formen des Rundbogenstils des mittleren 19. Jahrhunderts als eine in Backstein errichtete frühchristliche Basilika. Der Außenbau ist durch Lisenen gegliedert, die Apsis mit einer Zwerchgalerie ausgestattet. Der mit massivem Steilhelm bekrönte Kirchturm wurde campanileartig seitlich der mit einer rundbogigen Vorhalle versehenen Fassade angefügt. Der flachgedeckte Kirchenraum wird durch die hohen rundbogigen Arkaden zu den Seitenschiffen bestimmt, in denen im Sinne einer protestantischen Predigtkirche Emporen eingesetzt sind. Altarraum und Apsis sind überwölbt.